# لتوویرینه
لتوویرینه یا لتوویروس‌، زیرخانواده‌ای از ویروس‌ها است که به همراه زیرخانوادهٔ کروناویروس در خانواده کروناویریده طبقه‌بندی شده است.
زیرخانوادهٔ لتوویروس، شامل یک سرده کشف و تاییدشده، به‌نام آلفالتوویروس (Alphaletovirus) است که شامل یک گونه پذیرفته شده، با عنوان مایکروهیلا لتوویروس ۱ (Microhyla letovirus 1) یا به‌طور خلاصه، (MLeV) است. این ویروس در سال ۲۰۱۸ کشف شد و میزبان آن، قورباغه‌ای با نام علمی Microhyla fissipes است.
گونه‌های احتمالی و تاییدنشدهٔ دیگری از لتوویروس‌ها در ماهی آزاد اقیانوس آرام و ماهی کپور در رود مورای شناسایی شده‌اند.